# Euplectrus reticulatus
Euplectrus reticulatus är en stekelart som beskrevs av Zhu och Huang 2003. Euplectrus reticulatus ingår i släktet Euplectrus och familjen finglanssteklar. Inga underarter finns listade i Catalogue of Life.